# Le Lion rouge
"Pincez tous vos koras, frappez les balafons" (tiếng Việt: "Mọi người hãy gảy kora, đánh balafon"), còn được gọi là "Le Lion rouge" (tiếng Việt: "Sư tử Đỏ"), là quốc ca của Senegal. Nó được thông qua vào năm 1960.

## Tác giả
Lời bài hát được viết bởi Léopold Sédar Senghor, người trở thành tổng thống đầu tiên của Senegal. Nhạc được sáng tác bởi nhà soạn nhạc người Pháp Herbert Pepper, người cũng đã sáng tác quốc ca của Cộng hòa Trung Phi, "La Renaissance". Kora (một loại đàn hạc) và balafon (xylophone bằng gỗ) là những nhạc cụ của người Senegal.

## Lời
| Pincez tous vos koras, frappez les balafons. Le lion rouge a rugi. Le dompteur de la brousse D'un bond s'est élancé, Dissipant les ténèbres. Soleil sur nos terreurs, soleil sur notre espoir. Debout, frères, voici l'Afrique rassemblée Refrain: Fibres de mon cœur vert. Épaule contre épaule, mes plus que frères, O Sénégalais, debout ! Unissons la mer et les sources, unissons la steppe et la forêt ! Salut Afrique mère, salut Afrique mère. Sénégal toi le fils de l'écume du lion, Toi surgi de la nuit au galop des chevaux, Rend-nous, oh ! rends-nous l'honneur de nos ancêtres, Splendides comme ébène et forts comme le muscle Nous disons droits - l'épée n'a pas une bavure. (Refrain) |
| Sénégal, nous faisons nôtre ton grand dessein: Rassembler les poussins à l'abri des milans Pour en faire, de l'est à l'ouest, du nord au sud, Dressé, un même peuple, un peuple sans couture Mais un peuple tourné vers tous les vents du monde. (Refrain) |
| Sénégal, comme toi, comme tous nos héros, Nous serons durs sans haine et des deux bras ouverts. L'épée, nous la mettrons dans la paix du fourreau, Car le travail sera notre arme et la parole. Le Bantou est un frère, et l'Arabe et le Blanc. (Refrain) |
| Mais que si l'ennemi incendie nos frontières Nous serons tous dressés et les armes au poing: Un peuple dans sa foi défiant tous les malheurs, Les jeunes et les vieux, les hommes et les femmes. La mort, oui! Nous disons la mort, mais pas la honte. (Refrain) |

## Dịch sangtiếng Việt
Mọi người hãy gảy kora, đánh balafon.
Chú sư tử đỏ đã gầm vang.
Nó cai quản thảo nguyên
Nó nhảy vọt lên phía trước,
Nó phá tan bóng tối.
Ánh mặt trời đã thay thế nỗi sợ hãi, mở ra hy vọng.
Đứng dậy nào, những người anh em, tiếng gọi Phi châu hiệu triệu chúng ta

Điệp khúc:
Đã dệt lại trái tim xanh tươi của tôi
Vai kề vai, chúng ta hơn cả những người anh em
Đứng lên, Senegal!
Thống nhất những dòng biển, dòng suối
Thống nhất những cánh đồng và núi rừng!
Hát vang cho đất Mẹ Phi châu!

Senegal, hãy làm nên những bức hoạ vĩ đại:
Hãy hiệu triệu những chú gà con bị bọn diều hâu vùi lấp
Hướng tới sự hoàn thiện, từ Đông sang Tây, từ Bắc vào Nam,
Hãy đứng lên, một dân tộc gắn kết và liền mạch
Có thể chúng ta sẽ quay tròn cùng Trái Đất.

Điệp khúc

Senegal, như Người, như những vị anh hùng của Người,
Chúng ta sẽ cứng rắn mà không có hận thù và hai cánh tay rộng mở.
Chúng ta sẽ cất thanh kiếm yên bình của vỏ kiếm,
Vì lao động sẽ là vũ khí và tiếng nói của chúng ta.
Người Bantu là anh em chúng ta, cũng như người Ả Rập và người da trắng.

Điệp khúc

Nếu bọn giặc ngoại xâm dám đốt cháy biên giới
Chúng ta sẽ cùng đứng lên và nối vòng tay lớn:
Chúng ta đánh bật mọi thử thách bằng niềm tin,
Già trẻ gái trai.
Chết, vâng! Ta chẳng ngại ngần gì nó vì ta chết cho Tổ quốc.

Điệp khúc